# Karol Najda
Karol Najda (ur. 1896, zm. 1918) – polski żołnierz.

## Życiorys
Urodził się w 1896. Pochodził ze Lwowa.
Po wybuchu I wojny światowej wstąpił do Legionów Polskich. Służył w 1 kompanii II batalionu 1 pułku piechoty w składzie I Brygady. Uczestniczył w bitwie pod Łowczówkiem w grudniu 1914, gdzie został ranny pełniąc funkcję patrolowego. Po kryzysie przysięgowym z lipca 1917 był żołnierzem Polskiego Korpusu Posiłkowego. Odbywał służbę w Szpitalu Koni w stopniu kaprala. Po przejściu frontu pod Rarańczą w lutym 1918 był internowany w Bustyaháza i Száldobos. Był plutonowym c. k. armii i poległ na froncie włoskim pod koniec 1918.

## Odznaczenia
- Krzyż Niepodległości – pośmiertnie (19 grudnia 1933, za pracę w dziele odzyskania niepodległości)[3]
- Krzyż Wojskowy Karola (1917)[1]